# Gsangwasser
Das Gsangwasser, auch Alte Steyr, ist ein Nebenarm der Steyrflusses in der Statutarstadt Steyr in Oberösterreich.

## Lauf, Hydrographie und Geschichte
Das Gsangwasser liegt westlich Steyraufwärts der Altstadt. Es ist ein rechtes Nebengerinne und trennt die Gsanginsel (Eisenfeld/Karolinental) von Vogelsang und der Christkindlsiedlung (der Hauptlauf der Steyr heißt hier Mitterwasser).
Der Arm wird am Kugelfang-Wehr ausgeleitet. Er ist dann etwa 800 m lang. Etwa auf halber Strecke mündet von Süden (rechts) der Teufelsbach, der von Saaß her kommt. Kurz vor der Rückmündung befindet sich noch das Voglsang-Wehr.
Das Gsangwasser ist wohl ein natürlicher Arm des hier verzopften Laufs der Steyr, der schon im Mittelalter oder der frühen Neuzeit verbaut wurde. Es wird hydrographisch auch als Alte Steyr [II] geführt. Der Teufelsbach wurde erst 1572 hierher umgeleitet, ursprünglich floss er südlich der Altstadt zur Enns.
Ende des 18. Jahrhunderts finden sich hier ein Mühlwerk beim Voglsang-Wehr (heute abgekommen) und Holzstapelplätze. 1868 errichtete Josef Werndl, Gründer der Waffenfabrik Steyr (Steyr-Werke), beim Voglsang-Wehr ein weiteres Fabriksgebäude, die Gsangfabrik (Objekt XI) mit Kraftwerk (Kraftstation II). Sie ist heute denkmalgeschütztes Wohnhaus (Waldorfkindergarten). Seither heißt die Flur nördlich des heute stillgelegten Voglsang-Werkskanals, die ursprünglich nur Öd genannt wurde, Fabriksinsel. In den 1870ern erbaute Werndl dann auf der Gsanginsel die Arbeitersiedlung Eysnfeld (ab 1878 Karolinenthal). 1889 entstand auf den noch unverbauten Ufergründen oberhalb der Teufelsbachmündung der Lokalbahnhof Steyr der Steyrtalbahn.
2007 wurde das Nordufer zur Eisenfeldsiedlung mit einem Hochwasserschutzdamm versehen. 2015 erhielt das Kugelfangwehr zum Mitterwasser hin eine Organismenwanderhilfe.

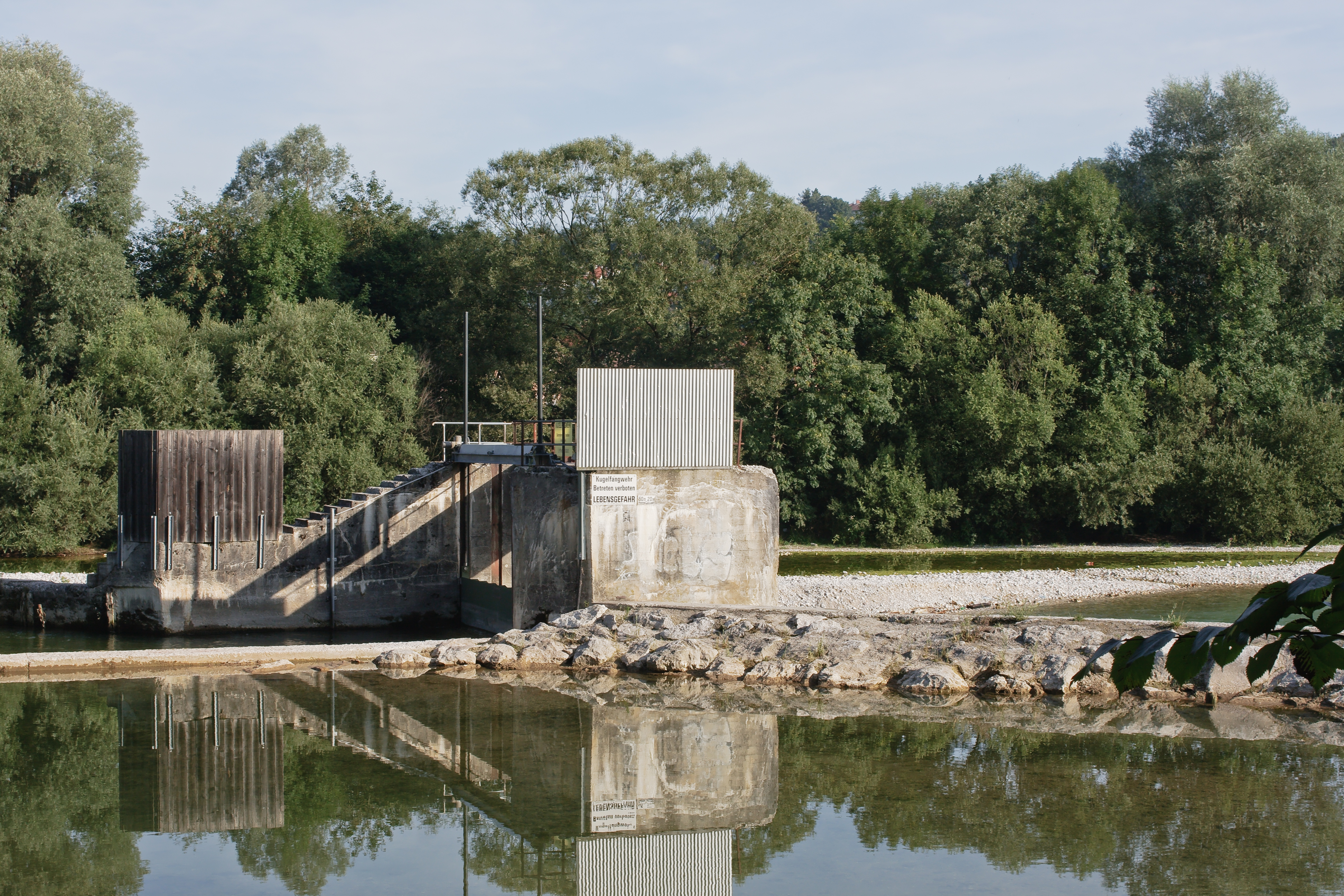
Kugelfang-Wehr (Foto von 2011)
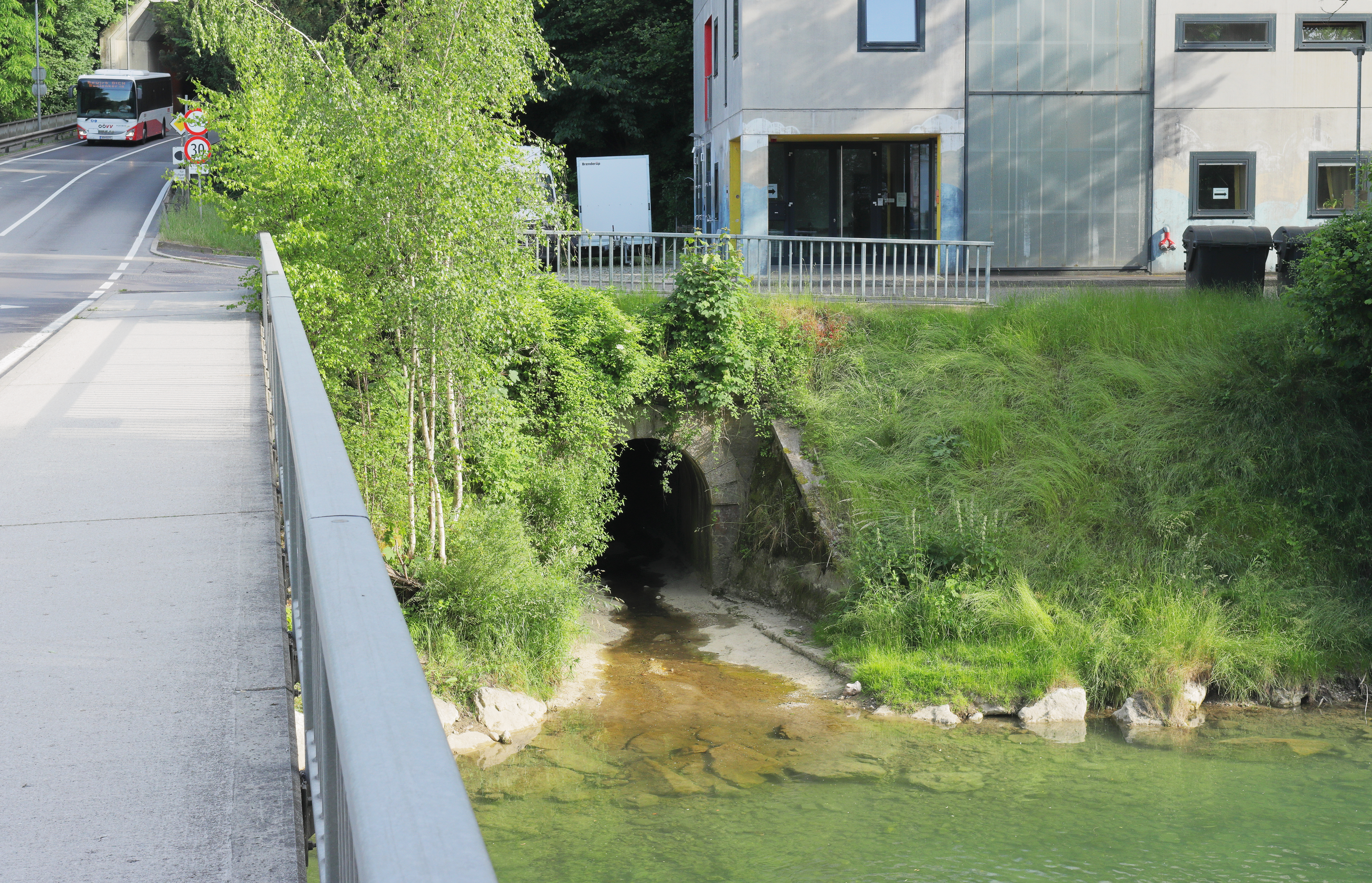
Die Teufelsbachmündung (Blick von der Kalkofenbrücke)
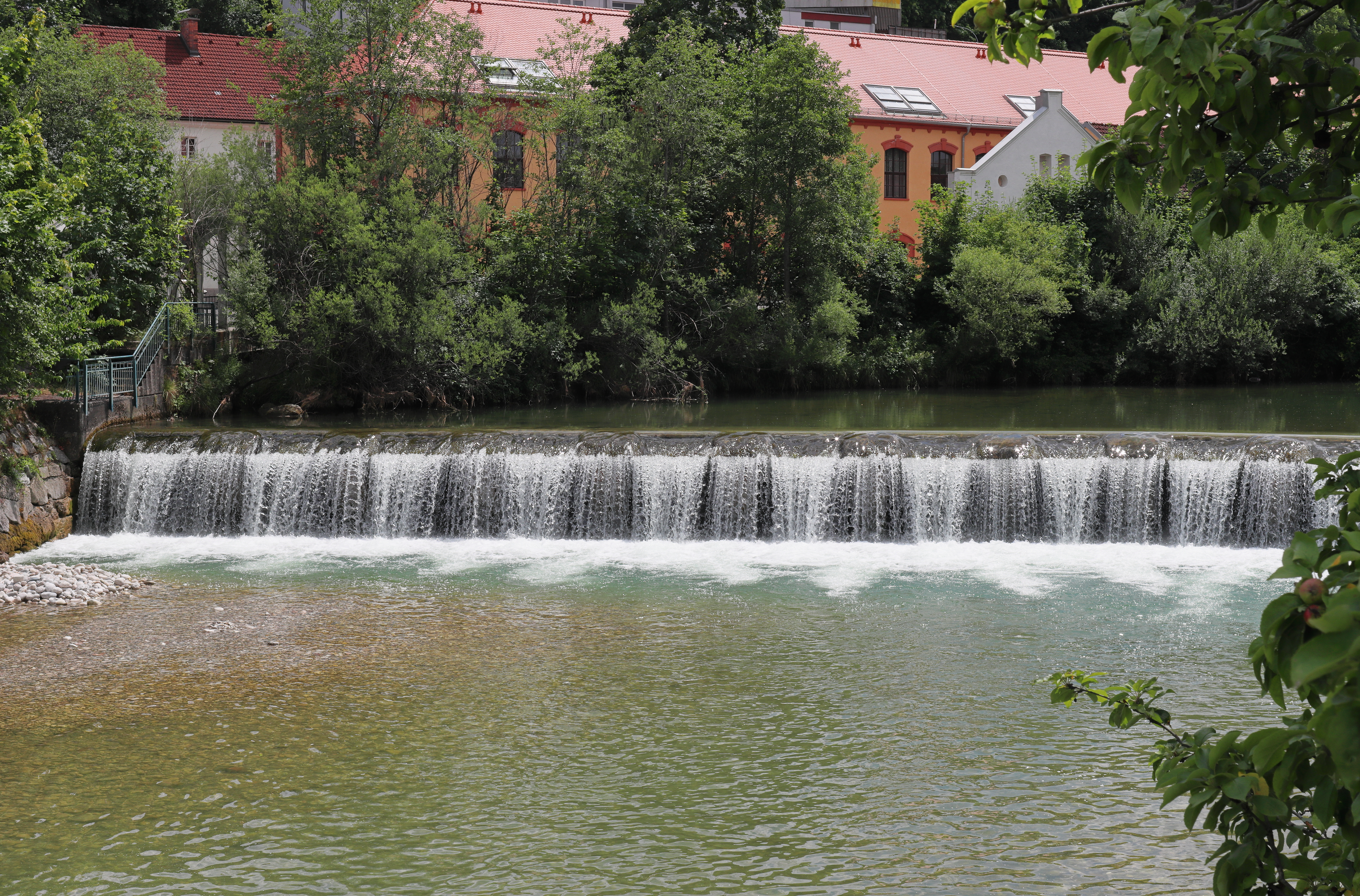
Voglsang-Wehr (Blick vom Waffenfabrikssteg)
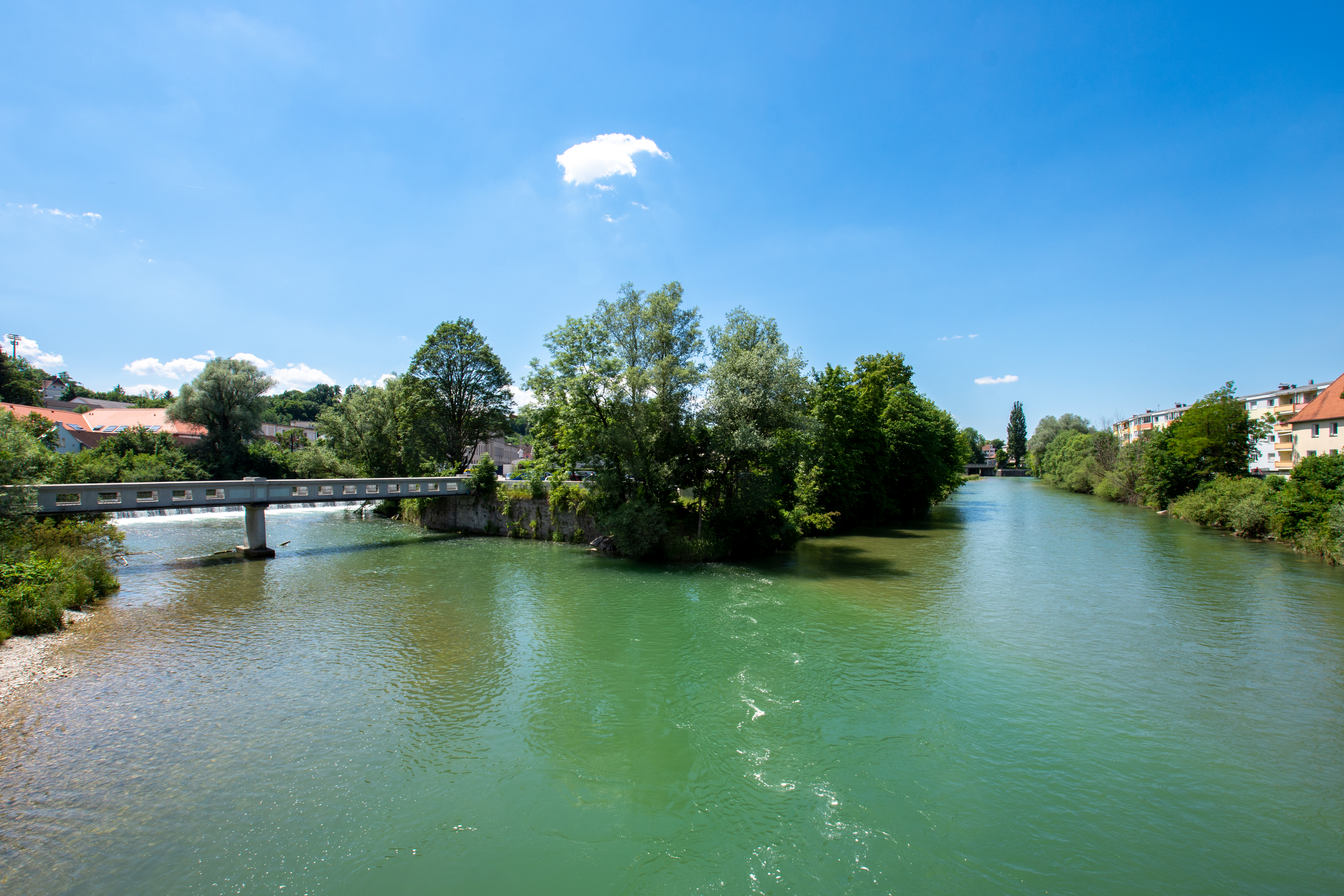
Zusammenfluss Gsangwasser (links) und Mitterwasser (rechts) am östlichen Ende der Gsanginsel